# Italienischer Natternkopf
Der Italienische Natternkopf (Echium italicum), auch Hoher Natternkopf genannt, ist eine Pflanzenart aus der Gattung der Natternköpfe (Echium) innerhalb der Familie der Raublattgewächse (Boraginaceae).

## Beschreibung

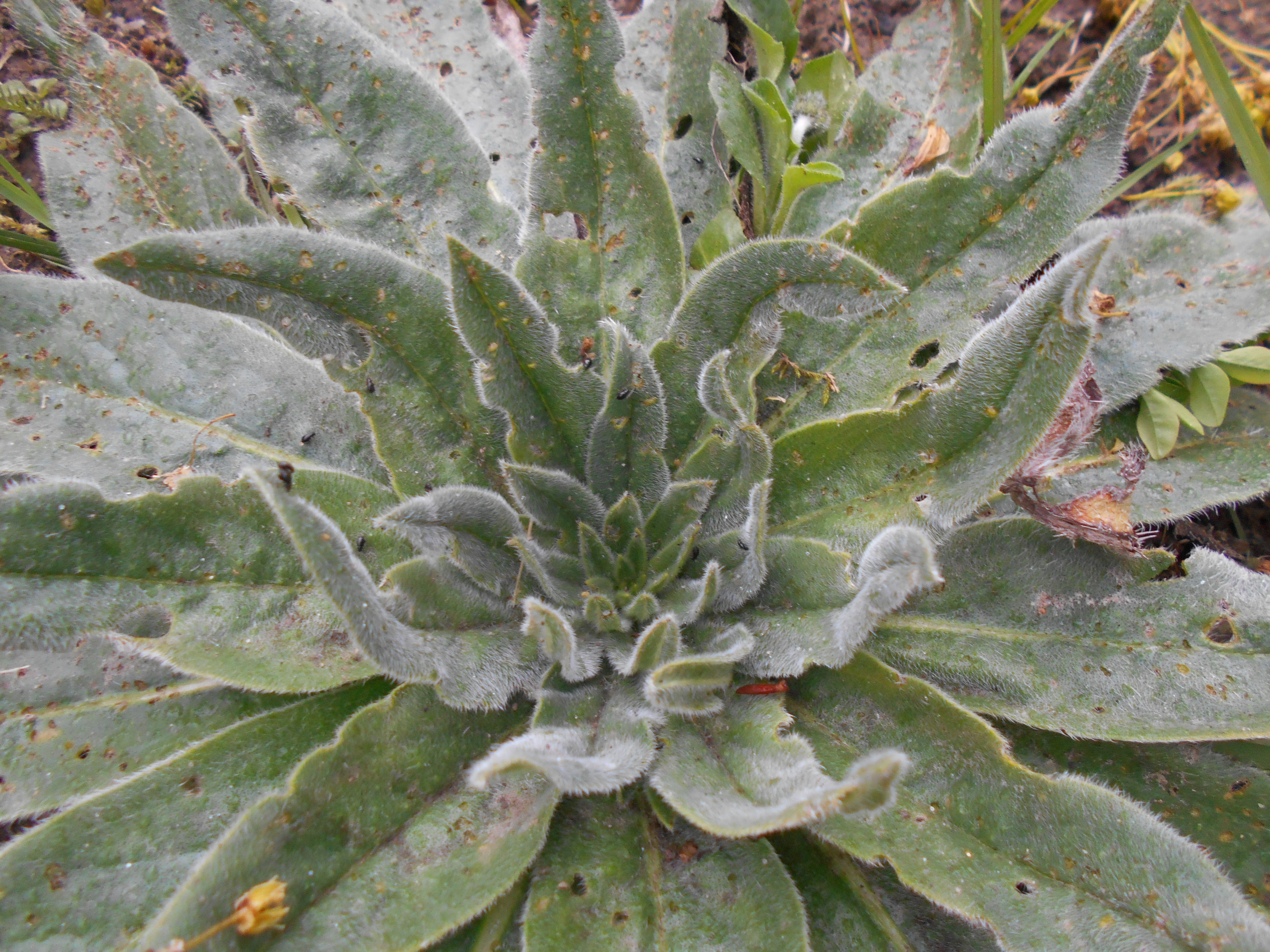
Blattrosette im ersten Jahr

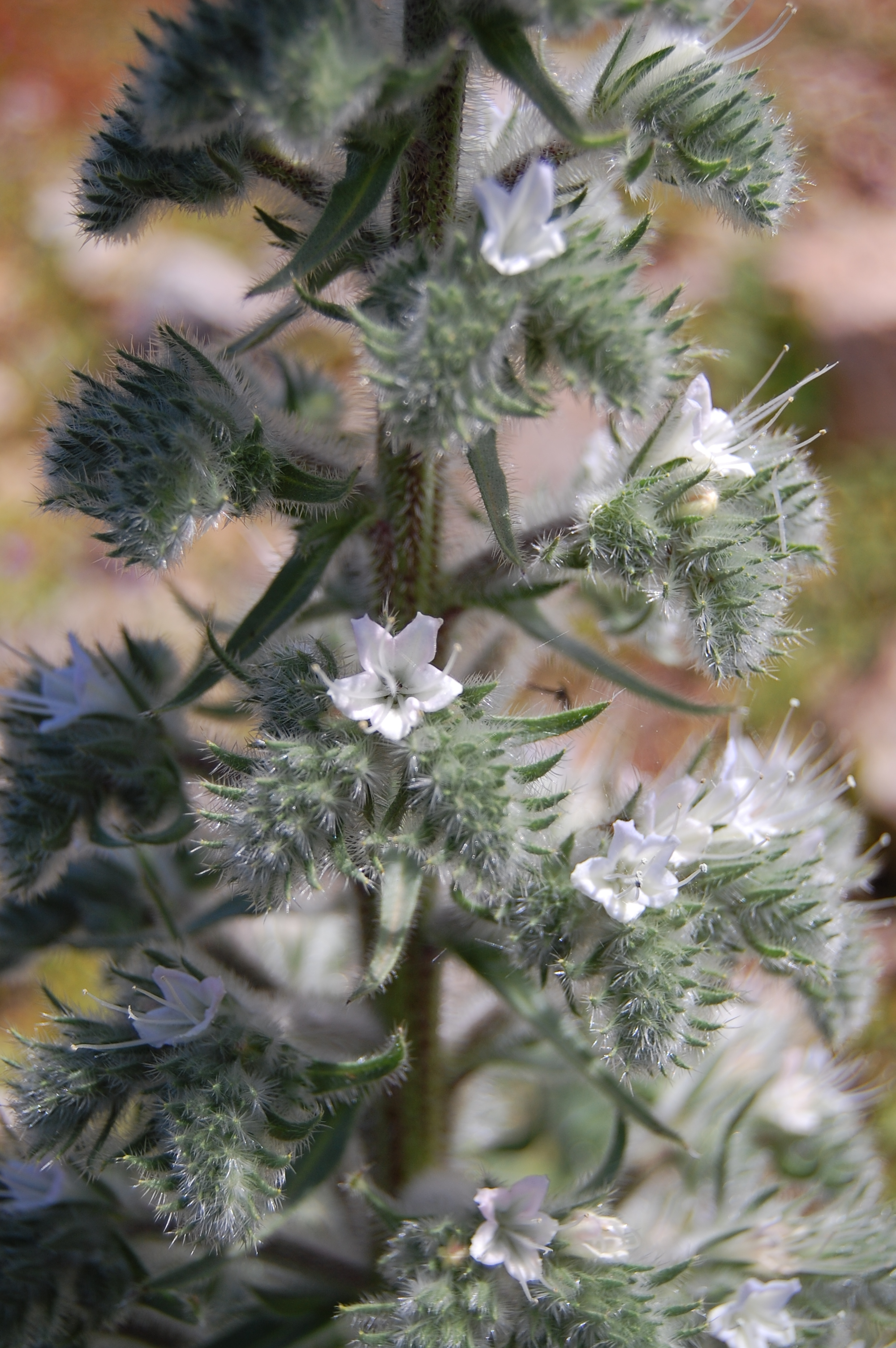
Ausschnitt eines Blütenstands

### Vegetative Merkmale
Der Italienische Natternkopf ist eine zweijährige krautige Pflanze, die im ersten Jahr eine Blattrosette und im zweiten Jahr einen einzelnen dominanten, aufrechten Stängel ausbildet, der Wuchshöhen von 40 bis 100 Zentimetern erreicht und steif, borstig behaart ist.
Die Laubblätter sind in einer grundständigen Rosette und wechselständig am Stängel verteilt angeordnet. Die Grundblätter sind bei einer Länge von 20 bis 35 Zentimetern sowie einer Breite von 15 bis 40 Millimetern lanzettlich und anliegend weich, borstig behaart. Die Stängelblätter sind mehr oder weniger schmal-elliptisch.

### Generative Merkmale
Der Blütenstand ist ährig oder stark verzweigt in einer pyramidalen Form.
Die Blüte ist schwach zygomorph und vier- oder fünfzählig mit doppelter Blütenhülle. Der borstige Kelch ist während der Anthese 6 bis 7 Millimeter lang. Die Krone ist 10 bis 12 Millimeter lang, schmal trichterförmig und weiß, gelblich-, rosa- oder bläulich-weiß. Vier oder fünf Staubblätter stehen, wie auch der zweiästige Griffel, weit aus der Krone heraus, die Staubfäden sind blass.
Die gelblichen Klausen sind 2,5 bis 3 Millimeter lang und dreikantig.
Die Chromosomenzahl beträgt 2n= 16 oder 32.

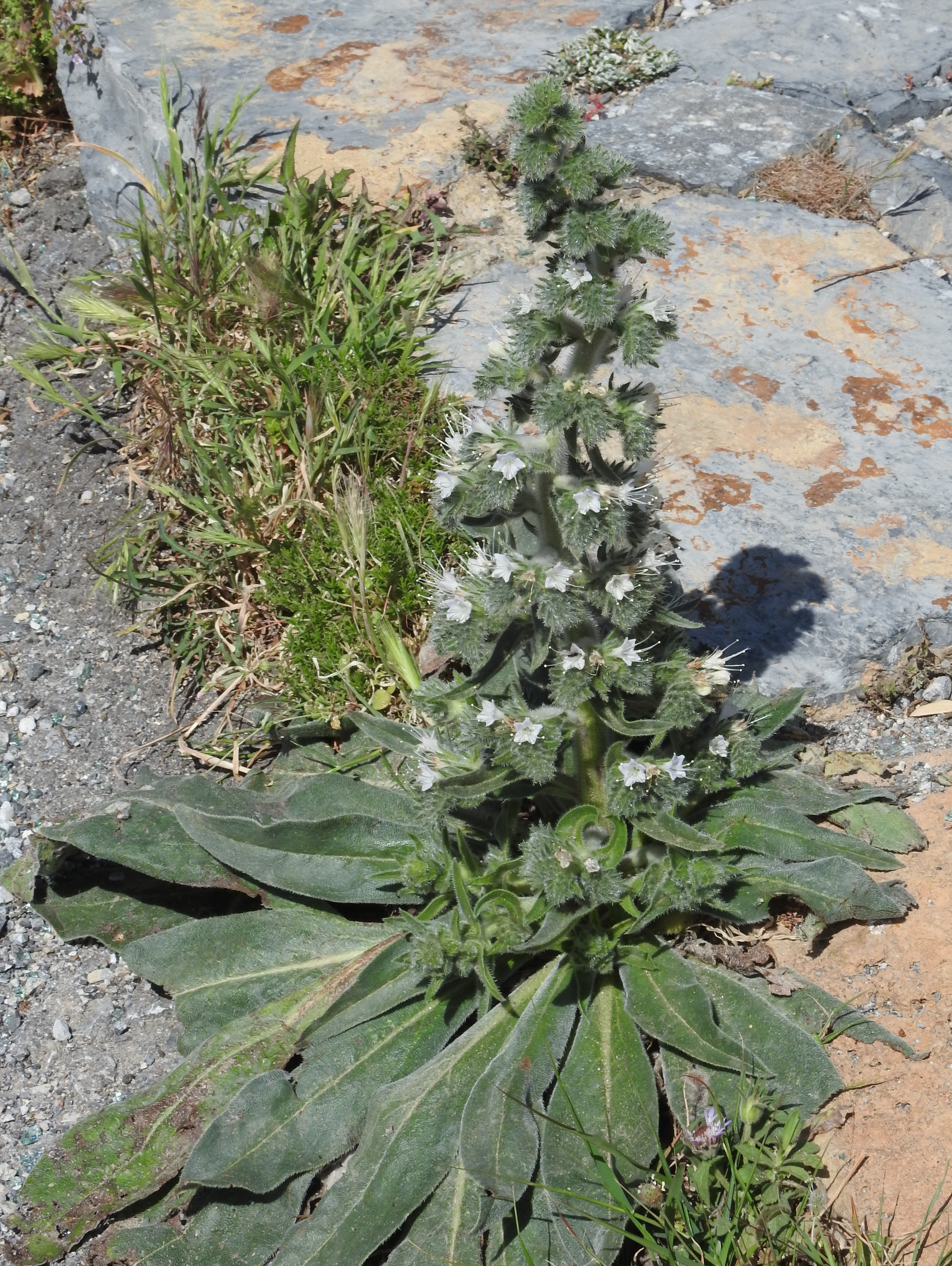
Habitus von Echium italicum subsp. biebersteinii im 2. Jahr

## Systematik und Verbreitung
Die Erstveröffentlichung von Echium italicum erfolgte 1753 durch Carl von Linné in Species Plantarum, Tomus I, S. 139. Synonyme für Echium italicum L. sind: Echium altissimum Jacq.,Echium italicum subsp. altissimum (Jacq.) Arcang.
Echium italicum ist in mehreren Unterarten in Süd-, Ost- sowie Südosteuropa, in Vorderasien und im Kaukasusraum und in Zentralasien verbreitet. In der Schweiz und in Australien ist Echium italicum ein Neophyt.
Je nach Autor gibt es etwa vier Unterarten:
- Echium italicum subsp. biebersteinii (Lacaita) Greuter & Burdet: Sie kommt in Frankreich, Italien, in Südosteuropa, in Vorderasien und im Kaukasusraum vor.[2]
- Echium italicum L. subsp. italicum (Syn.: Echium albereanum Naudin & Debeaux, Echium italicum subsp. albereanum (Naudin & Debeaux) Greuter & Burdet): Sie in Süd-, Ost- sowie Südosteuropa, in Vorderasien und im Kaukasusraum verbreitet.[2]
- Echium italicum subsp. scaettae (Pamp.) Greuter & Burdet (Syn.: Echium italicum var. scaettae Pamp., Echium scaettae (Pamp.) Pamp.): Sie kommt nur in Libyen vor.[2]
- Echium italicum subsp. siculum (Lacaita) Greuter & Burdet (Syn.: Echium italicum var. siculum Lacaita): Dieser Endemit kommt nur auf Sizilien vor.[2]